# Меандър 2
„Меандър 2“ (на хърватски: Meandar 2) е картина от хърватския художник Юлие Книфер от 1960 г.
Картината е нарисувана с маслени бои върху платно и е с размери 60 x 100,9 cm. През 1960-те години хърватския художник Юлие Книфер нарича черно-белите си абстрактни картини – картини меандри, тъй като са в монотонен ритъм. В това произведение на изобразителното изкуство формата и съдържанието е намалено до минимум. Картината е в стил конструктивизъм и минимализъм.
Част е от колекцията на Музея на съвременното изкуство в Загреб, Хърватия.